# 1819 aux échecs
| Années des échecs : 1816 - 1817 - 1818 - 1819 - 1820 - 1821 - 1822    |
| Décennies des échecs : 1780 - 1790 - 1800 - 1810 - 1820 - 1830 - 1840 |

Cet article présente les faits marquants de l'année 1819 aux échecs.

## Événements majeurs
- Tournée du Turc mécanique en Angleterre[1]. Jacques-François Mouret et William Lewis sont des joueurs cachés au sein du Turc mécanique, lors de sa tournée en Angleterre. Leurs identités resteront secrètes[1].
- The Philidorian Chess Club est fondé à Dublin (Irlande).

## Naissances
- Jose Brunet y Bellet, écrivain, il a notamment écrit sur le jeu d’échecs[1].
- Ernst Falkbeer, journaliste, joueur d’échecs. Il a notamment édité un magazine d'échecs[1].
- Charles Stanley, premier champion des États-Unis[1].

## Nécrologie
- 6 novembre : Jacob Sarratt, un des meilleurs joueurs d’échecs de son époque[1].